# Partito Federale delle Filippine
Il Partito Federale delle Filippine (in filippino Partido Federal ng Pilipinas o PFP; in inglese: Federal Party of the Philippines) è un partito politico filippino di centro-destra, fondato il 18 settembre 2019 dall'ex ministro per la riforma agraria John Castriciones.